# شبیخون
شبیخون یک نوع تاکتیک جنگی است که در آن سعی می‌شود با تمام سرعت و به صورت ناگهانی بر دشمن حمله شود.

## لغت‌نامه دهخدا
در مدخل لغت‌نامه دهخدا چنین آمده است:
[ ش َ ] (اِ مرکب ) تاختن به شب هنگام بر دشمن. حمله کردن بر دشمن در شب. در تکلم با لفظ زدن استعمال می‌شود و در شعر با کردن هم صحیح است. (فرهنگ نظام ). به معنی شبخون است و آن تاخت بردن باشد بر سر دشمن چنانکه غافل و بی خبر باشد. (برهان ). کلمهٔ شبیخون با لفظ آوردن و بردن و کردن و زدن و ریختن و خوردن و آمدن و چکیدن مستعمل است.

## فرهنگ معین
در فرهنگ معین نیز چنین آمده است:
(شَ) (اِمر.) حملهٔ ناگهانی در شب

## در اشعار فارسی
فردوسی در یکی از اشعارش چنین گفته است:
| کسی کو گراید به گرز گران |  | شبیخون نجویند گندآوران    |
| کسی کو بلاجوی گردان بود  |  | شبیخون نه آیین مردان بود  |
| شبیخون نه کار دلیران بود |  | نه آیین مردان و شیران بود |